# Said
Said, auch Saïd oder in englischer Schreibweise Saeed, aus arabisch سعيد, DMG Saʿīd, ist ein männlicher Vorname und Familienname. Er bedeutet glücklich oder der Glückliche.

## Namensträger

### Einzelname
- Abu Nasr Saʿd, Emir von Granada (1454–1464)

### Vorname
- Saʿīd ibn Yūsuf al-Fayyūmī (882–942), Rabbi und jüdischer Philosoph, siehe Saadia Gaon
- Said bin Buti, Emir von Dubai († 1859)
- Said bin Maktum (1878–1958), Emir von Dubai
- Saïd Mohamed Cheikh, (1904–1970), komorischer Adliger und Politiker
- Said ibn Taimur (1910–1972), Sultan von Maskat und Oman
- Saïd Ibrahim Ben Ali (1911–1975), komorischer Prinz und Politiker
- Said Ramadan (1926–1995), muslimischer Aktivist
- Said Musa (* 1944), Premierminister von Belize
- Said Housni (* 1949), marokkanischer Skifahrer
- Saïd Aouita (* 1959), marokkanischer Leichtathlet
- Said Siam (1959–2009), palästinensischer Politiker und Militär
- Saeed Chmagh (1967–2007), irakischer Kameramann und Opfer im Irakkrieg
- Saïd Ennjimi (* 1973), französisch-marokkanischer Fußballschiedsrichter
- Said Bahaji (1975–2013), mutmaßlicher islamistischer Terrorist
- Saïd El Khadraoui (* 1975), belgischer Politiker, MdEP
- Said Saif Asaad (* 1979), katarischer Gewichtheber
- Saïd Boutahar (* 1982), niederländischer Fußballspieler
- Saïd Haddou (* 1982), französischer Radrennfahrer
- Saif Saaeed Shaheen (* 1982), katarischer  Langstreckenläufer kenianischer Herkunft
- Saïd Ben Boina (* 1983), französisch-komorischer Fußballspieler
- Saïd Benrahma (* 1995), algerischer Fußballspieler

### Künstlername
- SAID (Said Mirhadi; 1947–2021), iranisch-deutscher Schriftsteller und Lyriker
- Said, deutscher Rapper

### Kunstfiguren
- Saïd, Charakter aus dem französischen Film La Haine
- Said, Selbstmordattentäter im Film Paradise Now
- Seid, Pascha, eine der Hauptpersonen in Giuseppe Verdis Oper Il corsaro

### Familienname, Form Said bzw. Sa'id, Saʿīd oder Saïd
- Abdallah Said (* 1985), ägyptischer Fußballspieler
- Abdel Said (* 1989), ägyptischer Springreiter
- Abū Saʿīd al-Chudrī (613–693), Gefährte des Propheten Mohammed aus dem Stamm der Chazradsch
- Abū Saʿīd-i Abū l-Chair (967–1049), persischer Sufi
- Abū Saʿīd (1305–1335), Herrscher aus der Dynastie der Ilchane
- Abu Said (1332–1362), Sultan von Granada, siehe Muhammad VI. (Granada)
- Abu Sa'id (Timuride), Herrscher Transoxaniens aus der Dynastie der Timuriden (reg. 1451–1469)
- Abu Sa'id (Scheibanide), Usbeken-Khan aus der Dynastie der Scheibaniden (reg. 1530–1533)
- Abu Said Uthman I. († 1303), Sultan der Abdalwadiden
- Abu Said Uthman II. (Merinide) († 1331), Sultan der Meriniden
- Abu Said Uthman II. (Abdalwadiden), Abdalwadiden-Herrscher
- Adi Said (* 1990), bruneiischer Fußballspieler
- Ahmad ibn Said (1693–1783), Imam Omans
- Ahmed Said Ahmed (* 1998), somalischer Fußballspieler
- Aimen Abdulaziz-Said (* 1988), deutscher Journalist
- Al-Mughīra ibn Saʿīd († 737), islamischer Gnostiker
- Ali Ahmad Said (* 1930), syrisch-libanesischer Lyriker
- Amīna as-Saʿīd (1914–1995), ägyptische Journalistin und Frauenrechtsaktivistin
- Amina Saïd (* 1953), tunesische Lyrikerin, Journalistin und Übersetzerin
- Ann-Marie Said (* 1994), maltesische Fußballspielerin
- Bechir Ben Saïd (* 1992), tunesischer Fußballtorhüter
- Behnam Said (* 1982), deutscher Islamwissenschaftler und Geheimdienstmitarbeiter
- Boris Said III (* 1962), US-amerikanischer Autorennfahrer
- Boris Robert Said junior (1932–2002), US-amerikanischer Autorennfahrer, siehe Bob Said
- Brian Said (* 1973), maltesischer Fußballspieler
- Chalid Muhammad Saʿid (1982–2010), ägyptischer Blogger
- Chris Said (* 1970), maltesischer Politiker
- Daniela A. Ben Said (* 1974), deutsche Autorin, Vortragsrednerin und Unternehmensberaterin
- Djabir Saïd-Guerni (* 1977), algerischer Leichtathlet
- Edward Said (1935–2003), palästinensischer Literaturtheoretiker und Kritiker
- Fatma Said (* 1991), ägyptische Sängerin
- Fouad Said (* 1933), ägyptischer Filmproduzent, Kameramann und Filmemacher
- Hakeme Yazid Said (* 2003), bruneiischer Fußballspieler
- Hakim Said (1920–1998), indisch-pakistanischer Pharmazeut, Medizinhistoriker, Philanthrop
- Hamda Saïd, tunesischer islamischer Geistlicher
- Hussain Said (* 1958), irakischer Fußballspieler
- Ibrahim Said (Fußballspieler, 1979) (* 1979), ägyptischer Fußballspieler
- Ibrahim Said (Fußballspieler, 2002) (* 2002), nigerianischer Fußballspieler
- Ibrahim Said Idriss (* 1987), dschibutischer Fußballspieler
- Ikrima Sa'id Sabri (* 1939), palästinensischer Großmufti von Jerusalem
- Jawdat Said (1931–2022), muslimischer Denker
- Joseph Said (* 1954), maltesischer Radrennfahrer
- L’Malouma Said (* 1972), mauretanische Anti-Sklaverei-Aktivistin und Politikerin
- Mohamed Ben Said (* 1988), libyscher Gewichtheber
- Mohamed Said (Fußballspieler, Ägypten) (* 1988), ägyptischer Fußballspieler
- Mohamed Said (Fußballspieler, Somalia), somalischer Fußballspieler
- Mouigni Baraka Saïd Soilihi (* 1968), komorischer Politiker
- Muhammad Said (1822–1863), ägyptischer Vizekönig
- Muhammad Uthman as-Said (1924–2007), libyscher Politiker
- Murad Said (* 1982), Fußballspieler für Palästina
- Nasser as-Said, saudischer Autor
- Nuri as-Said (1888–1958), irakischer Politiker
- Osama Said (* 1957), palästinensischer Künstler
- Rafiki Saïd (* 2000), komorisch-französischer Fußballspieler
- Rosemarie Said Zahlan (1937–2006), palästinensisch-amerikanische Historikerin und Schriftstellerin
- Saïd Ben Saïd (* 1966), tunesisch-französischer Filmproduzent
- Saladin Said (* 1988), äthiopischer Fußballspieler
- Samir Said (1963–2012), kuwaitischer Fußballspieler
- Samir Aït Saïd (* 1989), französischer Kunstturner
- Samira Saïd (* 1957), marokkanische Pop-Sängerin
- Scheich Said (1865–1925), kurdischer Geistlicher und Führer
- SF Said (* 1967), libanesischer Journalist und Schriftsteller
- Wesley Saïd (* 1995), französisch-komorischer Fußballspieler

### Familienname, Form Saeed
- Abdul Karim Saeed Pasha (* 1945), pakistanischer Religionsführer
- Aboud Saeed (* 1983), syrischer Schriftsteller
- Ahmed Saeed (Fußballspieler, 1980) (* 1980), maledivischer Fußballspieler
- Ahmed Saeed (Fußballspieler, 1989) (* 1989), sudanesischer Fußballspieler
- Ali Hasan Saeed (* 1996), bahrainischer Fußballspieler
- Ali Saeed Saqr (* 1980), bahrainischer Fußballspieler
- Alia Saeed Mohammed (* 1991), äthiopische Langstreckenläuferin
- Anjum Saeed (* 1968), pakistanischer Hockeyspieler
- Faisal Abdullah Saeed (* 1994), kuwaitischer Fußballspieler
- Fathimath Dhiyana Saeed (* 1974), maledivische Juristin und Diplomatin
- James Saaed (* 1982), südsudanesischer Fußballspieler
- Juma Saeed (* 1992), ivorischer Fußballspieler
- Khalid Eissa Saeed (* 1989), Fußballspieler der  Vereinigten Arabischen Emirate
- Lin May Saeed (1973–2023), deutsch-irakische Bildhauerin
- Manaf Saeed (* 1998), jemenitischer Fußballspieler
- Mehdi Abdulla Saeed, südjemenitischer Sportfunktionär
- Mishaal al-Saeed (* 1983), saudi-arabischer Fußballspieler
- Mohamed Omar Saeed (* 1983), katarischer Fußballspieler
- Mudassar Saeed (* 1981), pakistanischer Fußballspieler
- Nasar Sakar Saeed (* 1978), kenianisch-bahrainischer Marathonläufer
- Saeed-Ahmed Saeed (* 1967), Schachspieler aus den Vereinigten Arabischen Emiraten
- Salem Ali Saeed (* 1999), saudi-arabischer Fußballspieler
- Salem Awadh Saeed (* 1984), jemenitischer Fußballspieler
- Samer Saeed (Fußballspieler, 1977) (* 1977), syrischer Fußballspieler
- Samer Saeed (Fußballspieler, 1987) (* 1987), irakischer Fußballspieler
- Sana Saeed (* 1988), pakistanische Schauspielerin und Model
- Sayed Dhiya Saeed (* 1992), bahrainischer Fußballspieler
- Sultan Saeed (* 1976), maledivischer Sprinter
- Wael Saeed (* 1984), katarischer Schwimmer

### Familienname, Form Saeid
- Mohammed Saeid (* 1990), schwedischer Fußballspieler

### Titel
- Fürstenhaus Said war der Titel für die in Neapel, Sizilien und Malta lebenden Nachkommen des türkischen Prinzen Cem Sultan.